# Fernsehturm Tauragė
Der Fernsehturm Tauragė (lit. Tauragės televizijos bokštas) ist ein Fernsehturm mit einer Höhe von 245 Metern im Rajon Tauragė (Litauen), nahe dem Dorf Visbutai und 1 km nordwestlich der Stadt Tauragė, am südlichen Teil des Regionalparks Pagramantis, 200 Meter vom linken Jūra-Ufer. Der Turm wird vom Unternehmen UAB „Televizijos komunikacijos“ betrieben.